# Johannes Senn
Johannes Heinrich Senn (* 17. September 1780 in Liestal; † 28. Mai 1881 ebenda) war ein Schweizer Maler, Zeichner, Kupferstecher, Illustrator, Zeichenlehrer und Autor.

## Leben und Werk

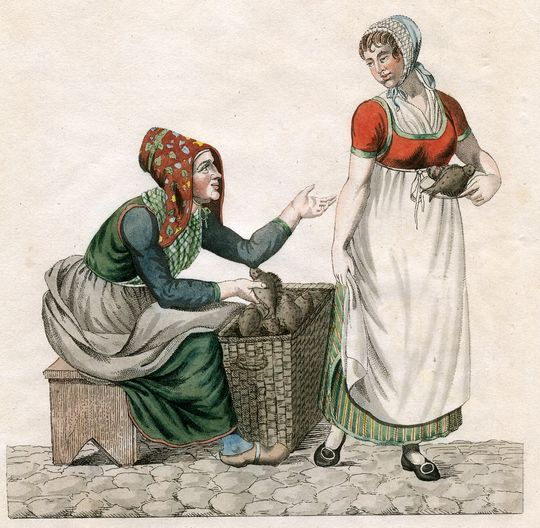
Fischverkäuferin am Gammel-Strand in Kopenhagen, ca. 1800

Senn absolvierte eine erste oberflächliche Ausbildung bei Maximilian Neustück (1756–1834) in Basel. Dieser war der Vater von Johann Heinrich Neustück.
Danach bildete er sich wie Samuel Frey (1785–1836) und Samuel Gysin (1786–1844) bei Christian von Mechel weiter zum Maler und Kupferstecher aus. Anschliessend hielt er sich für zwei Jahre in Zürich auf und lebte ab 1804 bis 1818 in Kopenhagen. Zusammen mit Christoffer Wilhelm Eckersberg und Christian David Gebauer lieferte Senn seine Zeichnungen an Gerhard Ludvig Lahde. Zudem hielt sich Senn für Studienzwecke auch in Norwegen auf. Senn war ab 1805 mit Karen Marie, geborene Jörgensen, verlobt.
Senn kehrte 1819 in die Schweiz zurück und arbeitete als freischaffender Maler und Illustrator in Basel. Zudem beteiligte er sich 1822 an den Restaurierungsarbeiten am Rathaus Basel und war kurze Zeit Lehrer an der Zeichenschule der Gesellschaft für das Gute und Gemeinnützige Basel.
Senn heiratete 1825 die aus Liestal stammende Anna Marie, geborene Baumgartner (1796–1881). Politisch ergriff Senn ab 1831 für die direkte Demokratie im Kanton Basel-Landschaft Partei und siedelte nach Liestal über, wo seine Eltern mit seinen jüngeren Geschwistern bis 1806 lebten.
Da Senn in Liestal für sich und seine Familie kein Auskommen fand, war er ab 1832 als Zeichenlehrer an der Bezirksschule Zofingen tätig. Wegen seiner öffentlich vertretenen sozialkritischen Äusserungen wurde er jedoch 1850 abgewählt.
Senn schuf in der Art der Kleinmeister u. a. Porträts, Historienbilder und Allegorien in verschiedenen grafischen Techniken und Aquarellfarben. Senn verarmte im Alter und hinterliess neben seinen Bildern den Gesellschaftsroman Der Fiebertraum sowie Textsammlungen. Sein Bruder und gleichzeitiger Schüler war der Maler und Lithograph Jakob Senn (1790–1881).